# Astra (Cyclecar)
Astra war eine französische Automarke.

## Unternehmensgeschichte
Das Unternehmen E. Pasquet aus Paris begann 1922 mit der Produktion von Automobilen, die als Astra vermarktet wurden. Im gleichen Jahr endete die Produktion bereits wieder.

## Fahrzeuge
Das einzige Modell war ein Cyclecar. Es war mit einem Zweizylinder-Zweitaktmotor mit 496 cm³ Hubraum und einem Friktions- bzw. Reibradgetriebe ausgestattet.